# Памятник Н. И. Подвойскому (Чернигов)
Памятник Н. И. Подвойскому — снятый с государственного учёта памятник монументального искусства местного значения в Чернигове.

## История
Решением исполкома Черниговского областного совета народных депутатов от 17.11.1980 № 551 присвоен статус памятник монументального искусства местного значения с охранным № 74 под названием Памятник Н. И. Подвойскому — советскому военному и государственному деятелю. 
Был расположен в «комплексной охранной зоне памятников исторического центра города», согласно правилам застройки и использования территории.
9 февраля 2015 года вследствие акта вандализма были демонтированы бюсты Антонову-Овсеенко и Подвойскому с постаментов на Аллее Героев; перенесены на хранение в исторический музей.
Руководствуясь Законом Украины «Про осуждение коммунистического и национал-социалистического (нацистского) тоталитарных режимов на Украине и запрет пропаганды их символики», Приказом Министерства культуры Украины от 04.04.2016 года № 200 (дополнение 13) «Про не занесение объектов культурного наследия в Государственный реестр недвижимых памятников Украины» был снят с государственного учёта.

## Описание
В 1973 году на Аллее Героев — напротив дома № 19 улицы Ленина — был установлен памятник в честь советского военного и государственного деятеля, уроженца Черниговщины Николая Ильича Подвойского. В период 1960—2016 годы одна из улиц Чернигова носила название в честь Николая Подвойского.
Памятник представляет из себя бронзовый бюст, установленный на четырёхугольном постаменте из полированного чёрного лабрадорита, который опирается на плиту. На передней плоскости постамента высечена надпись «Подвойський Микола Ілліч 1880—1948», на левом торце внизу высечена надпись: «Революціонер, видатний радянський, партійний і військовий діяч» («Революционер, выдающийся советский, партийный и военный деятель»).
Авторы: скульптор — Г. П. Гутман, архитектор — народный художник Украины А. Ф. Игнащенко. 